# Margarita de Escocia (reina de Noruega)
Margarita de Escocia (en inglés, Margaret of Scotland; Berkshire, 28 de febrero de 1261-Tønsberg, 9 de abril de 1283) fue reina de Noruega, consorte del rey Erico II.

## Biografía
Nació en el Castillo de Windsor. Era hija del rey Alejandro III de Escocia y de su primera esposa, Margarita de Inglaterra. Fue dada como esposa en 1281 a Erico II de Noruega, siguiendo el Tratado de Perth entre Escocia y Noruega.
Murió en la ciudad de Tønsberg en 1283, presumiblemente poco tiempo después de haber dado a luz a su única hija, la princesa Margarita. La fecha exacta de su muerte está discutida: la Gesta Annalia la sitúa el 9 de abril, mientras que la Crónica de Lanercost señala que ocurrió entre el 27 y el 28 de febrero. Fue sepultada en la antigua catedral de Bergen.